# Ainhoa (nome)
Ainhoa  è un nome proprio di persona basco femminile.

## Varianti
- Femminili: Ainoa[2]

## Origine e diffusione

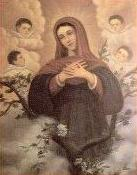
Icona della Vergine di Ainhoa

Riprende il toponimo di Ainhoa, cittadina dei Pirenei Atlantici, famosa per un'icona della Vergine Maria; rientra quindi in tutta quella schiera di prenomi baschi di carattere devozionale, come ad esempio Arantzazu e Itziar. L'etimologia e il significato del toponimo sono ignoti; il significato viene talvolta indicato con "vergine" o con "alba", ma senza fornire origini etimologiche plausibili.

## Onomastico
L'onomastico ricorre il 15 agosto, in onore della Vergine di Ainhoa.

## Persone
- Ainhoa Arteta, soprano spagnolo
- Ainhoa Santamaría, attrice spagnola

### Variante Ainoa
- Ainoa Campo, calciatrice spagnola